# 明经华
明经华（1980年—），江西赣州人，汉族，中华人民共和国政治人物、第十二届全国人民代表大会江西地区代表。现任赣州市公共资源交易中心主任。
毕业于赣南师范学院政教专业。2013年，担任全国人大代表。